# Григорий Цамблак
Григорий Цамблак (Цамвлах, Цимивлах, Семивлах, Самблак; род. ок. 1364 — ок. 1420) — болгарский писатель и книжник, ученик Евфимия Тырновского, представитель Тырновской книжной школы, деятель православной церкви, митрополит Киевский (имел титул «митрополит Литовский и всея Руси»), избранный в Великом княжестве Литовском для православных епархий государства.

## Биография
Григорий родился в Тырнове, столице Второго Болгарского царства и происходил из боярского рода, предполагаемый племянник митрополита Киприана. Образование закончил в Тырнове и Константинополе и был игуменом монастыря Дечани в Сербии в начале XV века. Потом служил в Сучаве «пресвитером великой церкви Молдавской». Под влиянием Витовта, стремившегося к открытию в своих владениях особой православной митрополии, отдельной от московской, Григорий избран был собором западнорусских епископов в митрополиты и отправился для посвящения в Константинополь, но там ему в этом было отказано. Когда и вторичное посольство Витовта в Константинополь оказалось безуспешным, собор западнорусских епископов 15 ноября 1415 рукоположил в Новгородке-Литовском Григория в митрополита киевского и литовского. В Москве это разделение русской митрополии сочтено было отступничеством Григория; его обвинили в том, что он вступил в единение с папой; имя его включено было в статью проклятия, провозглашавшегося в Москве в неделю Православия. В 1418 он отправился с посольством на Констанцский собор, но заявил там, что прибыл единственно по повелению своего князя, подчиняться же папе не желает. На литургии, которую Цамблак служил в Констанце, присутствовали византийские послы. Это свидетельствует о том, что к этому времени сан митрополита Григория был признан Константинопольским патриархом. Возвратясь в Литву, Григорий основал свою кафедру в Вильне, при Богородицкой церкви.
Опасаясь гонений со стороны великого князя литовского и зная нерасположение к себе некоторых православных епископов, которые не желали отделяться от митрополита московского, Григорий удалился в Сербию, где стал игуменом монастыря Дечан.
Согласно летописным известиям умер в Киеве зимой 1420 г.

## Сочинения
Литературние труды Цамблака во Влахии написаны на болгарском. Выступает за введение орфографии и языковую реформу, проводимую патриархом Евфимием Тырновским. Сочинения его пользовались большим уважением и в Московской Руси. Уже в XV в. проповеди его иногда были вносимы в сборники церковных поучений наряду с проповедями Иоанна Златоуста и других святых отцов, хотя и без имени автора, а в XVI в. вносимы были уже весьма часто, под различными именами. Московский митрополит Макарий внёс сочинение Григория в свою Четью-Минею, поместив их под разными числами и потом соединив большую часть их в конце июльской книги под заглавием «Книга Г. Самвлака». Как проповедник, Григорий слишком сильно подражал византийским образцам и доходил до такой напыщенности, которая иногда делает сочинения его маловразумительными. Всего известно до 26 сочинений Григория. Это — почти исключительно слова на различные праздники и на особые случаи.
Особый интерес представляет его слово о мучениях Иоанна Нового в Белграде (ныне Белгород-Днестровский), имеющее весьма важное значение для исторической этнографии и для истории торговли в нынешней Бессарабии и на южном берегу Чёрного моря; слово это приложено к сочинению румынского епископа Мельхиседека, написавшего биографию Григория под заглавием: «Viéta si scrierile lui Grigorie Tamblacu» (Бухар., 1884).